# Electric Dreams (serie televisiva 2009)
Electric Dreams è una serie di documentari della BBC per la televisione, co-prodotto con la Open University, che pone una famiglia di due genitori e quattro figli nella loro casa con solo i servizi disponibili durante ognuno dei tre decenni precedenti (1970, 1980 e 1990), la serie è ideata come un reality che ha lo scopo di registrare le risposte di tutta la famiglia al ritmo mutevole del cambiamento tecnologico che si svolge durante la puntata che rappresenta anche un decennio.

## Episodi e Protagonisti
Le puntate della serie sono tre:
- la prima dedicata agli anni 70 del '900
- la seconda dedicata agli anni 80 del '900
- la terza puntata dedicata agli anni 90 del '900

la serie si conclude alla fine della terza puntata con la rappresentazione dei festeggiamenti del capodanno del 2000 accompagnato dalla paura del Millennium bug.
I protagonisti della serie sono:
- La famiglia Sullivan-Barnes (due genitori e quattro figli)

Team tecnico:
- Tom Wrigglesworth
- Gia Milinovich
- Dr Ben Highmore